# Euphorbia officinarum subsp. echinus
Euphorbia officinarum subsp. echinus Hook.f. es una especie fanerógama perteneciente a la familia de las euforbiáceas.

## Distribución
Es endémica de Marruecos, el Sáhara Occidental y Mauritania.

## Descripción
Es un arbusto perenne suculenta con espinos ramificada en forma de candelabro que alcanza los 90 cm de altura.

## Taxonomía
Euphorbia officinarum subsp. echinus fue descrita por (Hook.f. & Coss.) Vindt y publicado en Euph. Mau. Suppl. 447. 1960.
Etimología
Euphorbia: nombre genérico que deriva del médico griego del rey Juba II de Mauritania (52 a 50 a. C. - 23), Euphorbus, en su honor – o en alusión a su gran vientre –  ya que usaba médicamente Euphorbia resinifera. En 1753 Carlos Linneo asignó el nombre a todo el género.
Sinonimia
- Euphorbia echinus Hook.f. & Coss. (1874).
- Euphorbia hernandez-pachecoi Caball. (1935).
- Euphorbia echinus var. chlorantha Maire (1940).
- Euphorbia officinarum var. hernandez-pachecoi (Caball.) Oudejans (1990).[3][4]